# Pappo
Norberto Anibal Napolitano (Buenos Aires, 10 de março de 1950 - Luján, 25 de fevereiro de 2005) foi um guitarrista, cantor e compositor de blues, rock e metal argentino, conhecido artisticamente como Pappo e apelidado "El Carpo". Sem dúvida o mais importante guitarrista da Argentina. Em uma breve temporada na Inglaterra participou do início do Motorhead. Tocou depois com Peter Green. Além do Pappo's Blues participou da banda de heavy metal RIFF. Morreu em um acidente em que um carro em alta velocidade colidiu com sua moto matando-o instantaneamente. Seu filho que também estava na moto saiu ileso do acidente.

## Prêmios
- 2012 - Revista Rolling Stone: Melhor Guitarrista Argentino da História[1]

## Discografia
| Álbum                                 | Banda                  | Ano  | Tipo      |
| ------------------------------------- | ---------------------- | ---- | --------- |
| Diana Divaga                          | Los Abuelos de la Nada | 1967 | EP        |
| La Estación                           | Los Abuelos de la Nada | 1968 | EP        |
| Beat Nº1                              | Los Gatos              | 1969 | Estudio   |
| Rock de la mujer perdida              | Los Gatos              | 1970 | Estudio   |
| Nunca lo sabrán                       | Solo                   | 1970 | EP        |
| Volumen 1                             | Pappo's Blues          | 1971 | Estudio   |
| Volumen 2                             | Pappo's Blues          | 1972 | Estudio   |
| Volumen 3                             | Pappo's Blues          | 1973 | Estudio   |
| Volumen 4                             | Pappo's Blues          | 1973 | Estudio   |
| Volumen 5, Triángulo                  | Pappo's Blues          | 1974 | Estudio   |
| Volumen 6                             | Pappo's Blues          | 1975 | Estudio   |
| Aeroblus                              | Aeroblus               | 1977 | Estudio   |
| Volumen 7                             | Pappo's Blues          | 1978 | Estudio   |
| Ruedas de metal                       | Riff                   | 1980 | Estudio   |
| Macadam 3...2...1...0                 | Riff                   | 1981 | Estudio   |
| Contenidos                            | Riff                   | 1982 | Estudio   |
| En acción                             | Riff                   | 1983 | Ao vivo   |
| Épico                                 | Riff                   | 1984 | Coletânea |
| Pappo En Concierto                    | Solo                   | 1984 | Ao vivo   |
| Riff VII                              | Riff                   | 1985 | Estudio   |
| Patrulha 85                           | Patrulha do Espaço     | 1985 | Estudio   |
| Riff'n Roll                           | Riff                   | 1986 | Ao vivo   |
| Plan Diabólico                        | Hoy No Es Hoy          | 1987 | Estudio   |
| Widow Maker                           | Solo                   | 1989 |           |
| Blues Local                           | Solo                   | 1992 | Estudio   |
| Zona de nadie                         | Riff                   | 1992 | Estudio   |
| Pappo & Deacon Jones                  | Solo                   | 1993 | Ao vivo   |
| Pappo sigue vivo                      | Solo                   | 1994 | Ao vivo   |
| Pappo's Blues Volumen 8, Caso cerrado | Pappo's Blues          | 1995 | Estudio   |
| En vivo en Obras                      | Riff                   | 1995 | Ao vivo   |
| Palladium 86                          | Riff                   | 1996 | Ao vivo   |
| En La Plata                           | Riff                   | 1996 | Ao vivo   |
| Que sea rock                          | Riff                   | 1997 | Estudio   |
| El auto rojo                          | Pappo's Blues          | 1999 | Estudio   |
| Pappo y amigos                        | Solo                   | 2000 | Estudio   |
| Vivo en obras sanitarias              | Riff                   | 2001 | Ao vivo   |
| Buscando un amor                      | Solo                   | 2003 | Estudio   |
| La historia vol. 1 y 2                | Riff                   | 2005 | DVD       |